# Bathyepsilonema vanhoeffeni
Bathyepsilonema vanhoeffeni är en rundmaskart som beskrevs av Steiner 1931. Bathyepsilonema vanhoeffeni ingår i släktet Bathyepsilonema och familjen Epsilonematidae. Inga underarter finns listade i Catalogue of Life.